# Francisco García Lorca
Francisco García Lorca (Fuente Vaqueros, Granada, 21 de junio de 1902-Madrid, 1 de mayo de  1976) fue un poeta, profesor, diplomático,  escritor e historiador literario español, hermano de Concepción (Concha) e Isabel y cuatro años menor que Federico García Lorca y como él, perteneciente al movimiento literario la Generación del 27.

## Biografía
El 22 de junio de 1912 realiza el examen de ingreso de bachillerato en el Instituto General y Técnico, creado por la Ley Pidal de 1845 (ahora y desde 1934, instituto de educación secundaria IES Padre Suárez) adscrito a la Universidad de Granada, ubicado en esa época en la calle San Jerónimo. Durante el curso escolar, por las tardes, junto con su hermano Federico, acudía al colegio del Sagrado Corazón de Jesús en la placeta Castillejos, para repasar y preparar las lecciones y exámenes. Obtiene el título de Bachiller el 21 de agosto de 1918, según el Plan de estudios de 1903 que constaba de seis cursos. Licenciándose en octubre de 1923, en Derecho por la Universidad de Granada, donde tuvo como profesores a los futuros ministros de la II República, Agustín Viñuales y Fernando de los Ríos.

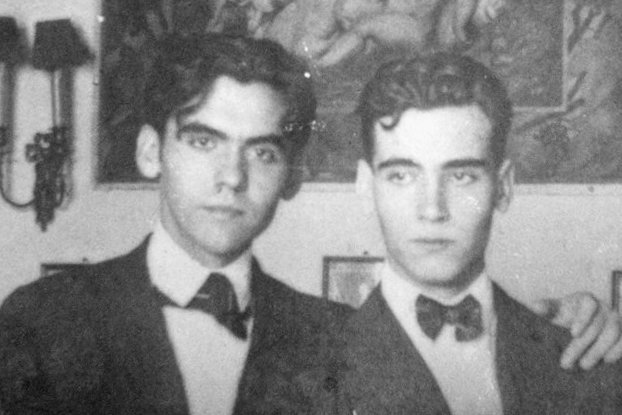
Los hermanos Federico y Francisco García Lorca en la casa de la Acera del Casino 31, Granada, en la que se instalaron en 1917.

Como hombre de letras e intelectual perteneciente al mundo granadino de la época, junto con su hermano Federico participa en las reuniones tertulianas del Rinconcillo (1918–1923), en donde acudían entre otros de forma habitual Melchor Fernández Almagro, el pintor Manuel Ángeles Ortiz, los hermanos José y Manuel Fernández Montesinos, Acosta Medina, Antonio Gallego Burín, el ingeniero de caminos Juan José Santa Cruz, el periodista y escritor José Mora Guarnido, Constantino Ruiz Carnero, Francisco Soriano, Miguel Pizarro, Hermenegildo Lanz, Ismael González de la Serna y el músico Ángel Barrios.
Durante su estancia estudiantil en Madrid vive en la Residencia de Estudiantes. Preocupado por su formación intelectual, al mismo tiempo que prepara el doctorado en la Universidad Central, asiste como oyente a las clases magistrales de Ortega y Gasset. En 1924 durante su estancia veraniega en la casa familiar en Granada, Huerta de San Vicente, hoy Casa-Museo Federico García Lorca, recibe la visita de su amigo Juan Ramón Jiménez, en ese año, se inscribe como alumno en la Ecole des Sciences Politiques de París, durante el curso participa como miembro en las tertulias intelectuales del café Select, coincidiendo en su reencuentro con Manuel Ángeles Ortiz y consolidando su amistad con los pintores Ismael González de la Serna y Joaquín Peinado. Vuelve a Francia en 1925 con una beca para continuar ampliando sus estudios jurídicos en la Universidad de Burdeos y en la de Toulouse.

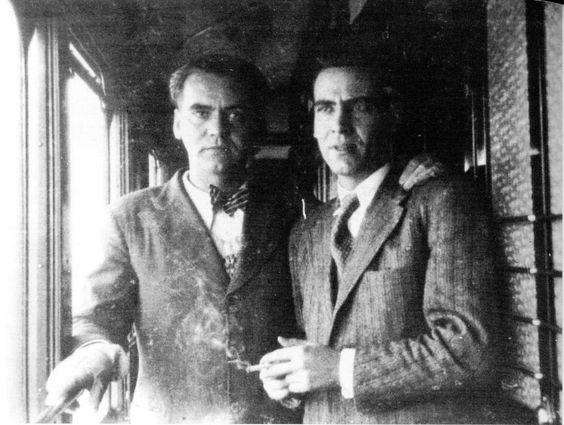
Federico y Francisco viajando en tren en 1930.

Con Federico, y él como director, ponen en marcha la revista vanguardista el Gallo en 1928, de la que se editan dos números, por aquella época, decide opositar al Cuerpo Diplomático, logrando plaza en 1931, de las que se había retirado en 1929. Siguió la carrera diplomática como vicecónsul en Túnez y cónsul general en el El Cairo, donde en agosto de 1936 recibe la noticia de las muertes por fusilamiento de su hermano Federico y de su cuñado, alcalde de Granada, Manuel Fernández Montesinos.
Durante la guerra civil española desempeña el cargo de segundo secretario en la Embajada española en Bruselas. Retorna a Barcelona en el otoño de 1938, y tras unos meses de estancia, en enero de 1939 regresa a Bélgica. En 1942 contrae matrimonio en el exilio con la hija de Fernando de los Ríos, Laura de los Ríos Giner, con la que tuvo tres hijas, Gloria, Isabel y Laura García-Lorca (que fue directora de la Huerta de San Vicente, finca donde veraneaba la familia hasta 1936).
Tras la guerra civil española de 1936, vivió exiliado en Estados Unidos, fue crítico literario y profesor universitario en el Queens College. A partir de 1955, ejerce como profesor en la Universidad de Columbia en Nueva York. Regresa a Madrid en 1968 con sus tres hijas, residiendo en una casa de la calle Miguel Ángel. En esa época dirige cursos de la Middlebury College Graduate School en España y Vermont. Murió por infarto en 1976 y fue enterrado en el cementerio civil de Madrid.
Es tras su fallecimiento cuando se descubre su personalidad creativa en el campo poético. Su viuda, Laura de los Ríos Giner, se propuso dar a conocer la obra, hasta entonces inédita, de su marido. Para ello, durante dos años, llevó a cabo la necesaria revisión de los originales y puesta a punto para la publicación de la obra.

... tarea para la que he contado con la ayuda constante, día a día, de la viuda del autor, Laura de los Ríos...(Mario Hernández)

## Obras
Escribió memorias y estudios biográficos como: Federico y su mundo (de Fuente Vaqueros a Madrid) (Madrid: Alianza, 1981) y Ángel Ganivet. Su idea del hombre (Buenos Aires, 1952); varios ensayos sobre José de Espronceda y la poesía y teatro de su hermano Federico; y poemas, escritos entre 1940 y 1950 que se publicaron tras su muerte en 1984.